# Finlandia en los Juegos Mundiales de Breslavia 2017
Finlandia fue uno de los 102 países que participaron en los Juegos Mundiales de 2017 celebrados en Breslavia, Polonia.
La delegación de Finlandia estuvo compuesta por un total de 32 atletas, 23 hombres y 9 mujeres, que compitieron en un total de 10 deportes.
Finlandia terminó su participación con un total de tres medallas, una de plata y dos de bronce, con lo que ocuparon la posición 49 del medallero general.
| Oro | Plata | Bronce |
| --- | ----- | ------ |
| 0   | 1     | 2      |

## Delegación

### Bolos
| Atleta                          | Categoría  | Clasificación | Clasificación | Fase de grupos                            | Fase de grupos | Octavos de final | Octavos de final | Cuartos de final                    | Cuartos de final | Semifinal  | Semifinal  | Final/Medalla de bronce | Final/Medalla de bronce | Posición   |
| Atleta                          | Categoría  | Puntos        | Posición      | Oponente                                  | Resultado      | Oponente         | Resultado        | Oponente                            | Resultado        | Oponente   | Resultado  | Oponente                | Resultado               | Posición   |
| ------------------------------- | ---------- | ------------- | ------------- | ----------------------------------------- | -------------- | ---------------- | ---------------- | ----------------------------------- | ---------------- | ---------- | ---------- | ----------------------- | ----------------------- | ---------- |
| Femenil                         |            |               |               |                                           |                |                  |                  |                                     |                  |            |            |                         |                         |            |
| Eliisa Hiltunen                 | Individual | 1256          | 19            | –                                         | –              | eliminada        | eliminada        | eliminada                           | eliminada        | eliminada  | eliminada  | eliminada               | eliminada               | eliminada  |
| Sanna Pasanen                   | Individual | 1254          | 20            | –                                         | –              | eliminada        | eliminada        | eliminada                           | eliminada        | eliminada  | eliminada  | eliminada               | eliminada               | eliminada  |
| Eliisa Hiltunen y Sanna Pasanen | Dobles     | –             | –             | # Britt Brondsted y Rikke Agerbo          | 908:905        | –                | –                | # Karen Marcano y Patricia de Faria | 815:856          | eliminadas | eliminadas | eliminadas              | eliminadas              | eliminadas |
| Eliisa Hiltunen y Sanna Pasanen | Dobles     | –             | –             | # Kelly Kulick y Danielle McEwan          | 903:820        | –                | –                | # Karen Marcano y Patricia de Faria | 815:856          | eliminadas | eliminadas | eliminadas              | eliminadas              | eliminadas |
| Eliisa Hiltunen y Sanna Pasanen | Dobles     | –             | –             | # Mirai Ishimoto y Hikaru Takekawa        | 840:830        | –                | –                | # Karen Marcano y Patricia de Faria | 815:856          | eliminadas | eliminadas | eliminadas              | eliminadas              | eliminadas |
| Varonil                         |            |               |               |                                           |                |                  |                  |                                     |                  |            |            |                         |                         |            |
| Osku Paleerma                   | Individual | 1397          | 6             | –                                         | –              | # Dan McLelland  | 0:2              | eliminado                           | eliminado        | eliminado  | eliminado  | eliminado               | eliminado               | eliminado  |
| Juhani Tonteri                  | Individual | 1353          | 16            | –                                         | –              | # Thomas Larsen  | 1:2              | eliminado                           | eliminado        | eliminado  | eliminado  | eliminado               | eliminado               | eliminado  |
| Juhani Tonteri y Osku Paleerma  | Dobles     | –             | –             | # Ildemaro Ruiz y Massimiliano Fridegotto | 833:869        | –                | –                | eliminados                          | eliminados       | eliminados | eliminados | eliminados              | eliminados              | eliminados |
| Juhani Tonteri y Osku Paleerma  | Dobles     | –             | –             | # Jeffrey Van de Wakker y Johnny Spil     | 876:943        | –                | –                | eliminados                          | eliminados       | eliminados | eliminados | eliminados              | eliminados              | eliminados |
| Juhani Tonteri y Osku Paleerma  | Dobles     | –             | –             | # Siu Hong Wu y Michael Mak               | 838:865        | –                | –                | eliminados                          | eliminados       | eliminados | eliminados | eliminados              | eliminados              | eliminados |

### Esquí acuático
| Femenil          |       |      |   |      |   |                   |
| Jutta Menestrina | Salto | 46.5 | 2 | 47.7 | 3 | Medalla de bronce |

### Floorball
| Categoría      | Varonil |
| -------------- | --- |
| Plantel        | Sami Johansson Miko Kailiala Juha Kivilehto Mika Kohonen Peter Kotilainen Janne Laminnen Pyry Luukkonen Jussi Piha Eemeli Salin Nico Salo Krister Savonen Lauri Stenfors Santtu Strandberg Tatu Vaananen |
| Fase de grupos | # República Checa 4:2 (1:1, 2:1, 1:0) # Polonia 5:0 (2:0, 2:0, 1:0) |
| Semifinal      | # Suiza 2:5 (0:1, 0:2, 2:2) |
| Tercer puesto  | # República Checa 2:0 (0:0, 1:0, 1:0) |
| Posición       | Medalla de bronce |

### Levantamiento de potencia
| Varonil          |             |       |       |       |       |        |   |
| Antti Savolainen | Peso Ligero | 270.0 | 200.0 | 285.0 | 755.0 | 595.24 | 6 |

### Muay thai
| Femenil     |       |                     |       |                       |       |                      |       |                  |
| Gia Winberg | 60 kg | # Viktoriia Ivanets | 30:27 | # Antje Van Der Molen | 29:28 | # Svetlana Vinnikova | 27:30 | Medalla de plata |

### Natación con aletas
| Atleta       | Categoría        | Final     | Final    | Posición |
| Atleta       | Categoría        | Tiempo    | Posición | Posición |
| ------------ | ---------------- | --------- | -------- | -------- |
| Femenil      |                  |           |          |          |
| Terhi Ikonen | 400 m Superficie | 3.23.68 m | 7        | 7        |

### Orientación
| Femenil                                                   |                 |                |                |
| Sari Anttonen                                             | Sprint          | 15:18,60 min   | 12             |
| Marika Teini                                              | Sprint          | 15:30,70 min   | 14             |
| Sari Anttonen                                             | Media distancia | 36:55,00 min   | 6              |
| Marika Teini                                              | Media distancia | 37:13,00 min   | 7              |
| Masculino                                                 |                 |                |                |
| Miika Kirmula                                             | Sprint          | no se presentó | no se presentó |
| Elias Kuukka                                              | Sprint          | 16:15,80 min   | 27             |
| Jesse Laukkarinen                                         | Sprint          | 15:50,30 min   | 24             |
| Miika Kirmula                                             | Media distancia | no se presentó | no se presentó |
| Elias Kuukka                                              | Media distancia | 39,44,00 min   | 24             |
| Jesse Laukkarinen                                         | Media distancia | 39:56,00 min   | 26             |
| Mixto                                                     |                 |                |                |
| Sari Anttonen Elias Kuukka Jesse Laukkarinen Marika Teini | Relevos mixtos  | 1:05:33 h      | 8              |

### Remo bajo techo
| Femenil           |                    |            |    |
| Kristina Bjorknas | 500 m peso abierto | 1:49,6 min | 11 |
| Kristina Bjorknas | 2000 m peso ligero | 8:10,3 min | 7  |

### Squash
| Deportista   | Primera Ronda | Primera Ronda | Segunda Ronda | Segunda Ronda | Octavos de final | Octavos de final | Cuartos de final | Cuartos de final | Semifinal | Semifinal | Final     | Final     | Posición  |           |
| Deportista   | Oponente      | Resultado     | Oponente      | Resultado     | Oponente         | Resultado        | Oponente         | Resultado        | Oponente  | Resultado | Oponente  | Resultado | Posición  |           |
| ------------ | ------------- | ------------- | ------------- | ------------- | ---------------- | ---------------- | ---------------- | ---------------- | --------- | --------- | --------- | --------- | --------- | --------- |
| Varonil      |               |               |               |               |                  |                  |                  |                  |           |           |           |           |           |           |
| Matias Tuomi | Ivan Yuen #   | 0-3           | Eliminado     | Eliminado     | Eliminado        | Eliminado        | Eliminado        | Eliminado        | Eliminado | Eliminado | Eliminado | Eliminado | Eliminado | Eliminado |

### Tiro con arco
| Varonil       |             |     |    |                   |       |                   |           |           |           |           |           |           |           |           |           |
| Pasi Ahjokivi | Arco simple | 330 | 7  | # Roy Olivier     | 69:64 | # John Demmer III | 75:81     | Eliminado | Eliminado | Eliminado | Eliminado | Eliminado | Eliminado | Eliminado |           |
| Juuso Huhtala | Recurvo     | 346 | 10 | # Karoly Buzas    | 75:86 | Eliminado         | Eliminado | Eliminado | Eliminado | Eliminado | Eliminado | Eliminado | Eliminado | Eliminado | Eliminado |
| Femenil       |             |     |    |                   |       |                   |           |           |           |           |           |           |           |           |           |
| Anne Viljanen | Arco simple | 282 | 10 | # Eliette Lalouer | 44:61 | Eliminada         | Eliminada | Eliminada | Eliminada | Eliminada | Eliminada | Eliminada | Eliminada | Eliminada | Eliminada |